# Ognjen Dobrić
Ognjen Dobrić (en serbio:Огњен Добрић, Knin, 27 de octubre de 1994) es un baloncestista serbio que pertenece a la plantilla del Estrella Roja de la ABA Liga. Con 2,00 metros de estatura, juega en la posición de alero.

## Trayectoria deportiva

### Profesional
Comenzó a jugar en las categorías inferiores del Estrella Roja de Belgrado, hasta que siendo junior fue cedido al KK FMP Beograd, donde disputó tres temporadas, manteniendo una progresión que le llevó a promediar 15,0 puntos y 4,9 rebotes por partido en la temporada 2015-16.
Se presentó al Draft de la NBA de 2015, pero no resultó elegido. En 2016 regresó a la disciplina del Estrella Roja, equipo que le renovó contrato hasta 2020.
El 21 de julio de 2024 regresó al Estrella Roja de la ABA Liga.

### Selección nacional
Ha sido un habitual en las categorías inferiores de la selección serbia, ganando la medalla de plata en el Mundial 2013 disputado en República Checa, además de la medalla de bronce en la edición de 2014 de Grecia del Europeo sub-18. Disputó además la Universiada de 2015 en Corea del Sur.
Durante agosto y septiembre de 2023 fue integrante de la selección de Serbia que participó en el Mundial de 2023 celebrado en Asia, y que ganó la plata, tras perder la final ante Alemania.
Entre julio y agosto de 2024 fue parte de la selección absoluta de Serbia, que disputó los Juegos Olímpicos de París, y que ganó el bronce, tras vencer la final de consolación ante Alemania.